# Bezmiar sprawiedliwości (serial telewizyjny)
Bezmiar sprawiedliwości – polski sensacyjny czteroodcinkowy serial telewizyjny z 2006 roku w reżyserii Wiesława Saniewskiego. 

## Opis fabuły
Akcja serialu toczy się głównie w sali sądowej, w prokuraturze i kancelarii adwokackiej. Opisane w scenariuszu zdarzenia inspirowane są prawdziwą historią, która miała miejsce w jednym z miast wojewódzkich na początku lat dziewięćdziesiątych (w 1990 r. młoda dziennikarka telewizyjna, będąca w ósmym miesiącu ciąży, została zamordowana; policja aresztowała jej kolegę z pracy, dużo starszego i posiadającego rodzinę, z którym od ponad roku była związana; mimo że prokuratura nie przedstawiła żadnych dowodów bezpośrednich, mężczyzna został skazany). 
Współautor pomysłu na scenariusz, adwokat Andrzej Malicki, był jednym z uczestników procesu. 

## Obsada
- Jan Frycz − Mecenas Michał Wilczek
- Robert Olech − Łukasz
- Jan Englert − Mecenas Paweł Boś
- Artur Barciś − Prokurator Roman
- Artur Żmijewski − Jerzy Kuter
- Bożena Stachura − Sędzia Bożena
- Ewa Wencel − Irena Łukińska, matka Dominiki
- Tomasz Schimscheiner − mecenas Andrzej, oskarżyciel posiłkowy
- Edwin Petrykat − Stanisław Łukiński, ojciec Dominiki
- Robert Gonera − Wadecki
- Magdalena Nieć − Anna
- Adam Pater − Patryk, były mąż Dominiki
- Krzysztof Kuliński − Komendant policji
- Aleksander Podolak − Kapitan Rzecki
- Ewa Błaszczyk − ławniczka Maria
- Marcin Rogoziński − Zdzisław, ojciec Łukasza
- Tadeusz Szymków − porucznik Świtoń
- Joanna Rossa − Stenia, była kochanka Kutra
- Agnieszka Valente − Zofia
- Anna Dijuk − Dziennikarka Basia Gamza
- Maria Pakulnis − Alicja Kuter
- Bronisław Wrocławski − Kocki
- Marieta Żukowska − Dominika
- Wojciech Mecwaldowski − Wiktor
- Alina Kamińska − Łucja
- Joanna Pierzak − aktorka Dorota Derecka
- Przemysław Kapsa − Kapitan Drawecki
- Bartosz Woźny − porucznik Woźniak
- Danuta Stenka − Kamila Wilczek
- Anna Prus − archiwistka Marta
- Adrianna Żabińska − siostra Dominiki
- Weronika Rosati − protokolantka
- Halina Śmiela-Jacobson − ławniczka
- Grażyna Kruk-Schejbal − ławniczka
- Krzysztof Tysnarzewski − taksówkarz
- Magdalena Waligórska − kochanka Kutra
- Igor Przegrodzki − arcybiskup
- Wojciech Ziemiański − scenograf teatralny
- Bożena Krzyżanowska − psycholog
- Jerzy Mularczyk − laborant
- Ryszard Jabłoński − Strażnik więzienny
- Michał Białecki − lekarz sądowy
- Alicja Saj − sekretarka w sądzie
- Anna Filusz − sekretarka w sądzie
- Beata Rakowska − pracownica teatru
- Krystyna Sienkiewicz − oburzona kobieta w restauracji
- Juliusz Rodziewicz − bibliotekarz
- Jan Miodek − w roli samego siebie